# Mirosław Gabryś
Mirosław Gabryś (ur. 20 czerwca 1973 w Cieszynie) – polski poeta i prozaik.

## Życiorys
Pracował w McDonald’s, zajmował się dziennikarstwem. Od 2005 do 2010 roku mieszkał w Reykjavíku, obecnie mieszka w Cieszynie. Poza literaturą zajmuje się również muzyką.

## Nagrody
Wybrane wyróżnienia:
- III nagroda w kategorii prozy w XIII Ogólnopolskim Konkursie Literackim im. Leopolda Staffa (2011)[5]
- wyróżnienie w II Ogólnopolskim Konkursie Poetyckim „O Srebrną Łuskę Pstrąga” (2011)[6]
- I nagroda w kategorii wierszy o tematyce dowolnej w XXVIII konkursie poetyckim „O Herb Grodu Chrzanowa” (2014)[7]
- III nagroda w kategorii proza w XVII Ogólnopolskim Konkursie Literackim “Pisanie dobre na chandrę” (2015)[8]
- III nagroda w XXXV Ogólnopolskim Konkursie Poetyckim „Milowy Słup” za wiersze: Prosto z mostu, Liście i Gdy kości zostaną rzucone (2015)[9]
- I nagroda w Ogólnopolskim Konkursie Literackim im. Romualda III Mikoszewskiego (2016)[10]
- wyróżnienie I stopnia w Ogólnopolskim Konkursie Poetyckim im. Jana Śpiewaka i Anny Kamieńskiej (2016)[11][12]
- I miejsce w XXVIII Ogólnopolskim Konkursie Poetyckim „O laur Opina” (2016)[13]
- wyróżnienie za wiersz Elegia III w V Ogólnopolskim Konkursie Poetyckim im. Pawła Brylińskiego w Sieroszewicach (2016)[14]
- wyróżnienie w II Ogólnopolskim Konkursie Poetyckim im. Zygmunta Krukowskiego (2016)[15]
- Nagroda Starosty Cieszyńskiego dla najlepszego twórcy z terenu Śląska Cieszyńskiego (2016)[16]
- wyróżnienie w XXXVI Ogólnopolskim Konkursie Poetyckim „Milowy Słup” (2016)[17]
- Srebrna Wieża Piastowska w XVIII Ogólnopolskim Konkursu Poetyckiego „O Złotą Wieżę Piastowską” (2018)[18]
- II nagroda w XXIII Konkursie Poetyckim im. Jana Kulki (2025)[19]

## Twórczość
Publikował m.in. w: „brulionie”, „Frazie”, „Kresach”, „Nowym Nurcie”, „Czasie Kultury”, „Pro arte”, „Kartkach”, „FA-arcie”, „Opcjach”, „Studium”, „Toposie”, „Wiadomościach Kulturalnych”.

### Poezja
- I inne wiersze kultowe (Instytut Wydawniczy „Świadectwo”, Bydgoszcz 1997)[21]
- Legendarna czarna kropka (Wydawnictwo „Zielona Sowa”, seria "Biblioteka Studium", Kraków 2001)[22]
- Podziemne skrzydła zegarów (Wydawnictwo „Miniatura”, Kraków 2006)[23]
- Kres i krach (Instytut Mikołowski, „Biblioteka Arkadii – pisma katastroficznego”, tom 158, 2019)[23]
- Mglista glista (Instytut Mikołowski, Mikołów 2023)[20]

### Proza
- Islandzkie zabawki[1] (Wydawnictwo Pascal, Bielsko-Biała 2010) – książka podróżniczo-emigracyjna[23]
- Zwłoki monterów idą w miasto[1] (Wydawnictwo Literackie, Kraków 2011) – powieść[23]
- Na szczęście umrzemy (Wydawnictwo „Miniatura”, Kraków 2015) – zbiór opowiadań[23]